# کاواساکی کی‌دی‌ای-۶
کاواساکی کِی‌دی‌اِی-۶ (به انگلیسی: KDA-6) (مخفف Kasawaki Dockyard Army-type) یک هواگرد دو باله تک‌موتوره دو سرنشین ساخت شرکت کاواساکی در امپراتوری ژاپن بود که نخستین پرواز خود را سال ۱۹۳۱ انجام داد. این هواگرد مورد پذیرش نیروی زمینی امپراتوری ژاپن قرار نگرفت و از مرحله پیش‌نمونه فراتر نرفت. یک نمونه تولیدشده از آن با تغییراتی با عنوان کاواساکی اِی-۶ در نقش هواگرد ارتباطی در روزنامه آساهی خدمت کرد.

## طراحی و کاربرد
شرکت کاواساکی ماه نوامبر سال ۱۹۳۰ شروع به طراحی یک هواگرد شناسایی پرسرعت بر مبنای تجربه‌های به‌دست‌آمده از طرح کی‌دی‌ای-۵ کرد تا به نیروی زمینی ارائه کند. هواگرد جدید که «کِی‌دی‌اِی-۶» نام گرفت، می‌بایست عملکرد، برد و تحرک‌پذیری بهتری می‌داشت. از سازه کی‌دی‌ای-۵ به عنوان پایه طراحی استفاده شد که پیش از این با عنوان «جنگنده گونه ۹۲» مورد پذیرش نیروی زمینی قرار گرفته بود.
کار طراجی توسط مهندس آلمانی ریشارت فوگت به کمک طراح ارشد ژاپنی دوی تاکئو انجام گرفت و تا ماه اوت سال ۱۹۳۱ به پایان رسید. کِی‌دی‌اِی-۶ پیکربندی دوباله داشت. ساخت آن تمام‌فلزی با پوشش آلیاژ سبک و پارچه بود. دو خدمه در اتاقک سر باز می‌نشستند. نیرومحرکه را یک موتور ب‌ام‌و ۶ با توان ۵۰۰ اسب بخار تأمین می‌کرد.
ساخت یک پیش‌نمونه تا ماه اکتبر تکمیل و پروازهای آزمایشی بی‌درنگ در کاگامیگاهارا آغاز شد. این هواگرد سپس به تاچیکاوا پرواز کرد تا مورد ارزیابی نیروی زمینی قرار گیرد. عنوان «هواگرد شناسایی بهبودیافته گونه ۸۸» بر آن نهاده شد که اشاره به هواگرد پیشین کاواساسی، کی‌دی‌ای-۲ داشت. عملکرد هواگرد بسیار مورد رضایت نیروی زمینی بود اما از پیش تصمیم گرفته‌شده‌بود که در صورت نیاز، نیروی زمینی خود سفارش تولید ویژه به یک شرکت خاص بدهد نه این که آن‌ها طراحی‌های خود را به آن ارائه کنند. بدین ترتیب کی‌دی‌ای-۶ در نهایت رد شد.
با این وجود کاواساکی مدت کوتاهی بعد، با سفارش نیروی زمینی، از کی‌دی‌ای-۶ به عنوان پایه طراحی کی-۳ استفاده کرد که با عنوان «بمب‌افکن سبک تک‌موتوره گونه ۹۳» به خدمت پذیرفته شد.
تنها نمونه کی‌دی‌ای-۶ به روزنامه آساهی فروخته شد و به عنوان هواگرد ارتباطی اخبار مورد استفاده قرار گرفت. هنگامی که یک سانحه هنگام فرود هواگرد را نیازمند تعمیرات سازه کرد، اصلاحاتی برای برد بلند در آن اعمال شد. تغییرات شامل جایگزینی موتور ب‌ام‌و ۹ با توان ۶۰۰ اسب بخار، افزوده‌شدن آسمانه به اتاقک، اضافه‌شدن بخش بار و بیشتر شدن گنجایش سوخت به ۱٬۰۸۵ لیتر بود. ارابه فرود قوی‌تری برای تحمل وزن افزایش‌یافته نصب شد. بخش دُم هواگرد هم کاملاً باز طراحی شد. پس از اتمام این اصلاحات، هواگرد حاصل کاواساکی اِی-۶ نام گرفت و نخستین پرواز خود را اواخر ماه اوت سال ۱۹۳۴ در کاگامیگاهارا انجام داد. سپس تحویل آساهی شد و شماره نام ۱۱۱ بر آن نهاده شد.
در قالب برنامه دهمین گرامیداشت پرواز به اروپا، از هواگرد برای پرواز بین اوساکا و پکن استفاده شد. خلبان یینوما ماساکی به همراه مهندس پرواز شیمازاکی کییوشی روز ۶ اکتبر سال ۱۹۳۴ از اوساکا به هوا برخاستند و مسافت ۱۹۸۰ کیلومتری را با یک توقف در سئول، در عرض ۹ ساعت و ۴۷ دقیقه پیمودند. زمان پروازی خالص ۸ ساعت و ۲۶ دقیقه بود. پس از آن آ-۶ به خدمت در اختیار آساهی ادامه داد.

## مشخصات فنی
مشخصات عمومی
- خدمه: ۲ نفر
- طول: ۹٫۲ متر
- ارتفاع: ۳٫۰۵ متر
- طول بال:
  - بالایی: ۱۲٫۴ متر
  - پایینی: ۱۰٫۳ متر
- مساحت بال: ۳۴٫۵ متر مربع
- وزن خالی: ۱٬۴۶۰ کیلوگرم
- وزن بارگذاری‌شده: ۲٫۳۱۰ کیلوگرم
- بار بر بال: ۶۷ کیلوگرم بر متر مربع
- نیرومحرکه:
  - کی‌دی‌ای-۶: ۱ × موتور وی‌شکل ۱۲ سیلندر ب‌ام‌و ۶ خنک شونده با آب: ۵۰۰ اسب بخار
  - اِی-۶: ۱ × موتور وی‌شکل ۱۲ سیلندر ب‌ام‌و ۹ خنک شونده با آب: ۶۰۰ اسب بخار
- نسبت وزن به توان: ۴٫۶ کیلوگرم بر اسب بخار
- پیش‌ران: ملخ دو تیغه چوپی

عملکرد
- حداکثر سرعت: ۱۶۰ گره (۲۹۶ کیلومتر بر ساعت)

تسلیحات (کی‌دی‌ای-۶)
- ۲ × مسلسل ۷٫۷ میلی‌متری روی بدنه رو به جلو
- ۱ × مسلسل ۷٫۷ میلی‌متری متحرک پشت بدنه